# Borszyn Wielki
Borszyn Wielki – wieś w Polsce położona w województwie dolnośląskim, w powiecie górowskim, w gminie Góra.
W we wsi był przystanek kolejowy Borszyn Wielki.
W latach 1975–1998 miejscowość administracyjnie należała do województwa leszczyńskiego.